# Rybitwa amazońska
Rybitwa amazońska (Phaetusa simplex) – gatunek średniej wielkości ptaka z podrodziny rybitw (Sterninae) w rodzinie mewowatych (Laridae), zamieszkujący Amerykę Południową. Nie jest zagrożony wyginięciem.

## Taksonomia
Gatunek ten opisał Johann Friedrich Gmelin w 1789 roku, nadając mu nazwę Sterna simplex. Holotyp pochodził z Kajenny (obecnie Gujana Francuska). Obecnie gatunek umieszczany jest w rodzaju Phaetusa, którego jest jedynym przedstawicielem. Autorzy Handbook of the Birds of the World oraz serwis Birds of the World wyróżniają dwa podgatunki:
- P. s. simplex (J.F. Gmelin, 1789) – wschodnia Kolumbia na wschód do Trynidadu i na południe przez Amazonię
- P. s. chloropoda (Vieillot, 1819) – dorzecza rzek Paragwaj i Parana na południowy zachód po północno-środkową Argentynę (po prowincję Santiago del Estero, bardzo rzadko Córdobę); poza sezonem lęgowym odwiedza także Urugwaj.

Międzynarodowy Komitet Ornitologiczny (IOC) uznaje P. simplex za gatunek monotypowy, gdyż uważa, że różnice między wyżej wymienionymi populacjami mają charakter ekokliny. 

## Występowanie
Występuje na większości obszaru Ameryki Południowej na wschód od Andów aż po północną Argentynę; odrębna, izolowana populacja w zachodnim w Ekwadorze na zachód od Andów najprawdopodobniej wymarła. Zimuje na rzekach i wybrzeżach. Zabłąkane osobniki spotykane były m.in. w stanach Illinois, New Jersey, na Bermudach i Kubie.

## Morfologia
Jest to większy gatunek rybitwy osiągający długość ciała 38–42 cm; masa ciała 208–247 g.
Czapeczka (gęstsze pióra na głowie) i lotki pierwszego rzędu czarne. Ogon i krawędzie skrzydeł są szaro-popielate, lotki drugiego rzędu i pokrywy skrzydłowe duże – białe. Masywny dziób koloru żółtego podobnie jak nogi i stopy. W szacie spoczynkowej czoło białe. Brak dymorfizmu płciowego. Młode osobniki mają czapeczkę i skrzydła koloru brązowego.

## Ekologia i zachowanie
Występuje blisko rzek, jezior, na łachach, okazjonalnie na wybrzeżach lagun.
Gatunek drapieżny, nad rzekami stadami lecą bardzo szybko, następnie zanurzają dziób i chwytają rybę. Poza rybami łapią także owady w locie.
W okresie godowym rybitwy amazońskie w wielkich stadach gniazdują na plażach i wydmach. Co ciekawe stada rybitw co roku zmieniają miejsca lęgów, najprawdopodobniej ze względu na występowanie drapieżników. Gniazdo to dołek w piasku, samica składa od 2 do 3 brązowych jaj z brunatnym plamkowaniem.

## Status i zagrożenia
Międzynarodowa Unia Ochrony Przyrody uznaje rybitwę amazońską za gatunek najmniejszej troski (LC, Least Concern) nieprzerwanie od 1988 roku. W 2023 roku organizacja Wetlands International szacowała liczebność populacji na 35–125 tysięcy osobników, zaś jej trend oceniała jako stabilny. Do zagrożeń dla gatunku należą m.in. prześladowanie przez węże czy wycinka lasów.